# Bittacus boranicus
Bittacus boranicus is een schorpioenvlieg uit de familie van de hangvliegen (Bittacidae). De wetenschappelijke naam van de soort is voor het eerst geldig gepubliceerd door Capra in 1993.
De soort komt voor in Ethiopië.